# 舒氏油鰈
舒氏油鰈為輻鰭魚綱鰈形目鰈亞目鰈科的其中一種，為溫帶海水魚，分布於北太平洋海域，棲息深度270-290公尺，棲息在底層水域，生活習性不明。